# 데이비드 프로덕션
주식회사 데이비드 프로덕션(일본어: 株式会社デイヴィッドプロダクション, 영어: David Production Inc.)은 일본의 애니메이션 제작사다. 주식회사 후지 텔레비전의 자회사다. 많은 경우에서 'david production'으로 표기된다.

## 역사
2007년 9월, 덴쓰을 거쳐 GDH의 프로듀서를 맡고 있던 오키우라 타이토와 구 곤조에서 대표이사 사장을 맡은 카지타 코지, 제2·제3 스튜디오의 스태프들이 함께 독립해 설립했다. 2009년 방송된 《리스토란테 파라디조》에서 원청 제작을 시작했다.
2014년 8월 1일자로 후지 텔레비전이 자회사화했다.
예전에는 도쿄도 네리마구→도쿄도 니시토쿄시 다나초 4초메 21번 1호 다이이치코 빌딩에 사무실을 두고 있었지만, 자회사화후에 도쿄도 고다이라시 오가와초 1초메 88번 1호 M& K 히가시야마토 빌딩 3층으로 이전했다. 2023년 3월, 본사를 도쿄도 니시토쿄시 니시하라초 1초메 4번 1호로 이전했다.
본사 외, 다나시 스튜디오(디지털 작화실·CACANi 스튜디오)와 타카다노바바 스튜디오(CG 스튜디오)를 이룬다.

## 작품

### TV 애니메이션
- 리스토란테 파라디조 (2009년)
- 싸우는 사서 The Book of Bantorra (2009년)
- 레벨E (2011년)
- 도시락 전쟁 (2011년)
- 이누×보쿠SS (2012년)
- 죠죠의 기묘한 모험 (2012년)
- 초차원게임 넵튠 (2013년)
- 죠죠의 기묘한 모험: 스타더스트 크루세이더즈 (2014년)
- 죠죠의 기묘한 모험: 다이아몬드는 부서지지 않는다 (2016년)
- 몬스터 헌터 스토리즈: 라이드 온 (2016년)
- 사쿠라다 리셋 (2017년)
- 캡틴 츠바사 (제4작) (2018년)
- 일하는 세포 (2018년)
- 죠죠의 기묘한 모험: 황금의 바람 (2018년)
- 앙상블 스타즈! (2019년)
- 불꽃 소방대 (2019년)
- 불꽃 소방대 2장 (2020년)
- 스트라이크 위치스 ROAD to BERLIN (2020년)
- 일하는 세포!! (2021년)
- 2.43 세이인 고교 남자 배구부 (2021년)
- 죠죠의 기묘한 모험: 스톤 오션 (2022년)
- 시끌별 녀석들 (2022년)
- 언데드 언럭 (2023년)
- 불꽃 소방대 3장 (2025년)
- 음양회천 Re:버스 (2025년)

### 극장 애니메이션
- 플라네타리안 ~별의 사람~ (2016년)
- 일하는 세포!! 최강의 적, 다시. 몸 속은 "창자" 대소동! (2020년)
- 곶의 마요이가 (2021년)
- 앙상블 스타즈!! -Road to Show!!- (2022년)

### OVA
- DOGS/BULLETS&CARNAGE (2009년)
- 키시베 로한은 움직이지 않는다 (2017년)

### Web 애니메이션
- 플라네타리안 ~자그마한 별의 꿈~ (2016년)
- 일하는 세포 제11.5화 (2019년)
- 스프리건 (2022년)

## 같이 보기
- 오쿠루토 노보루 - 프로듀서였던 코구치 와니와 일부 스태프들이 독립하여 설립.